# Marta Čepičková
Marta Čepičková, rozená Gottwaldová, (5. srpna 1920, Kopřivnice – 18. února 1998, Praha) byla česká novinářka a komunistická funkcionářka, dcera Klementa Gottwalda a Marty Gottwaldové a manželka Alexeje Čepičky.

## Život a kariéra
Studovala gymnázium v Praze a maturovala v roce 1940 v Moskvě. V Moskvě také vystudovala historii na Moskevské státní univerzitě (PhDr. 1945). Koncem druhé světové války působila jako redaktorka československého vysílání moskevského rozhlasu. Od září 1945 pracovala jako redaktorka v Bělehradu, kam odešla za prvním manželem. K 15. lednu 1946 byla oficiálně vedena jako tisková atašé československého velvyslanectví v Jugoslávii. Po komunistickém převratu byla k 17. květnu 1948 povolána jako „ministerská komisařka“ do ústředí. Žila nějaký čas s Bedřichem Geminderem, později popraveným v procesu se Slánským a spol. K 1. říjnu 1948 pak byla jmenována odborovou radovou a brzy ustavena přednostkou odboru tzv. evropských lidových demokracií. V čele tohoto útvaru (od roku 1952 ozn. ELD) formálně zůstala jako vrchní odborová „rádkyně“ až do roku 1956. Její neobyčejnou kariéru (za níž vděčila nejen otci, ale také sňatku s Alexejem Čepičkou, tehdy ministrem obchodu a od roku 1950 ministrem obrany) přerušily dvě krátké mateřské dovolené v letech 1949/50 a 1952. V prosinci 1956, po politickém pádu svého muže, byla z MZV přesunuta do nakladatelství Orbis, kde se stala redaktorkou pro cizinu vydávaného časopisu Československo v obrazech. V roce 1971 obdržela vyznamenání Za zásluhy o výstavbu.
Dožila na penzi v Praze, kde se dočkala pádu režimu. Alexej Čepička trávil poslední roky života v sanatoriu v Dobříši, protože onemocněl Alzheimerovou chorobou; v tomto sanatoriu také zemřel. Marta Čepičková ho často navštěvovala. Po smrti svého muže (1990) prožila ještě jeden několikaletý partnerský vztah, který vydržel až do její smrti. Zemřela tragicky na následky střetu s autem 18. února 1998 v Praze.

## Rodina
Měla tři dcery: z prvního svazku s jugoslávským komunistou Djurdjevem dceru Martu (* 1944), jíž přezdívali „Batula“ podle knihy Hýta a Batul; s Alexejem Čepičkou dcery Alenu (* 1949) a Klementu (* 1952).

## Obraz v kultuře
V seriálu České století (2013) ji ztvárnila Lucie Polišenská.
V seriálu Gottwald (1986) zase Dana Morávková.